# Heliconius tristis
Heliconius tristis är en fjärilsart som beskrevs av Riffarth 1900. Heliconius tristis ingår i släktet Heliconius och familjen praktfjärilar. Inga underarter finns listade i Catalogue of Life.